# 2023–2024-es spanyol labdarúgó-szuperkupa
A 2023–2024-es spanyol szuperkupa volt a spanyol labdarúgó-szuperkupa, azaz a Supercopa de España 40. kiírása. Az előző szezon bajnokán és kupagyőztesén kívül még két csapat vehetett részt, a bajnokság második helyezettje, harmadik helyezettje és a kupadöntős, így négy csapat részvételével rendezték  meg Szaúd-Arábiában, Rijád városában 2024. január 10-e és 14-e között.
A kupát a Real Madrid nyerte meg, története során 13. alkalommal, miután a döntőben 4–1-re nyertek a Barcelona ellen.

## Résztvevő csapatok
A 2022-2023-as szezon bajnoka és kupagyőztes emellett kvalifikálta magát a négyes döntőre a bajnokságban második helyezettje és a kupadöntős is.
| Csapat          | Kvalifikáció módja                                                      | Részvételek száma | Legutóbbi eredmény          | Győzelmek, döntők és elődöntök száma | Győzelmek, döntők és elődöntök száma | Győzelmek, döntők és elődöntök száma |
| Csapat          | Kvalifikáció módja                                                      | Részvételek száma | Legutóbbi eredmény          | Kupagyőzelmek száma                  | Döntők száma                         | Elődöntők száma                      |
| --------------- | ----------------------------------------------------------------------- | ----------------- | --------------------------- | ------------------------------------ | ------------------------------------ | ------------------------------------ |
| Real Madrid     | 2023-as spanyol kupa győztese és 2021–2022-es spanyol bajnokság 2. hely | 20.               | 2022–23 második helyezettje | 12                                   | 6                                    | 1                                    |
| Barcelona       | 2022–2023-as spanyol bajnokság győztese                                 | 28.               | 2022–23 győztese            | 14                                   | 11                                   | 2                                    |
| Osasuna         | 2023-as spanyol kupa döntőse                                            | 1.                | –                           | –                                    | –                                    | –                                    |
| Atlético Madrid | 2022–2023-as spanyol bajnokság 3. helyezettje                           | 9.                | 2022 elődöntőse             | 2                                    | 5                                    | 1                                    |

## Elődöntők
| 2024. január 10. 22:00 WEST |

| Real Madrid                                                  | 5–3 (h. u.)       | Atlético Madrid                      |
| ------------------------------------------------------------ | ----------------- | ------------------------------------ |
| Rüdiger 20' Mendy 29' Carvajal 85' Joselu 115' Brahim 120+2' | (2–2) Jegyzőkönyv | Hermoso 6' Griezmann 37' Rüdiger 78' |

| KSU stadion, Rijád Nézőszám: 23 982 Játékvezető: Javier Alberola Rojas |

| 2024. január 11. 22:00 WEST |

| Barcelona                   | 2–0               | Osasuna |
| --------------------------- | ----------------- | ------- |
| Lewandowski 59' Yamal 90+3' | (0–0) Jegyzőkönyv |         |

| KSU stadion, Rijád Nézőszám: 23 932 Játékvezető: Alejandro Muñiz Ruiz |

## Döntő
| 2024. január 15. 22:00 WEST |

| Real Madrid                                      | 4–1               | Barcelona              |
| ------------------------------------------------ | ----------------- | ---------------------- |
| Vinícius Jr. 7', 11', 39' (11-esből) Rodrygo 64' | (3–1) Jegyzőkönyv | Robert Lewandowski 33' |

| KSU stadion, Rijád Nézőszám: 23 977 Játékvezető: Ricardo de Burgos Bengoetxea |

| A 2022-2023-as spanyol labdarúgó-szuperkupa győztese |
| ---------------------------------------------------- |
| Real Madrid 13. cím                                  |